# Ci'an
Pour les articles homonymes, voir Cian (homonymie).
 (septembre 2022).
Si vous disposez d'ouvrages ou d'articles de référence ou si vous connaissez des sites web de qualité traitant du thème abordé ici, merci de compléter l'article en donnant les références utiles à sa vérifiabilité et en les liant à la section « Notes et références ».
Ci'an (en chinois 慈安太后) était une impératrice douairière en Chine sous la dynastie Qing.

## Biographie
Ci'an (1837-1881) était la fille de Niuhuruun, homme puissant du clan mandchou et d'une femme du clan Giyang.
Entrée au palais à la fin des années 1840, elle devint concubine du futur empereur Xianfeng.
Au moment de son arrivée à la cité impériale, la première épouse du prince était l'impératrice Xiaodexian (chinois : 孝德顯皇后 ) , du clan mandchou Sakda, Cependant, celle-ci mourut le 24 janvier 1850. Le mois suivant, le 25 février, l’empereur Daoguang mourut à son tour. Le prince héritier devint empereur sous le nom de Xianfeng, mais la place d’impératrice restait vacante.
Deux ans plus tard, fin mars ou début avril 1852, après la période de deuil, Niuhuru fut nommée Concubine Impériale (嬪 ) et on lui attribua le nom Zhen (貞 : chaste, vertueuse, fidèle à la mémoire de son époux). Fin juin ou début juillet de la même année, elle fut promue Noble Consort Zhen (貞貴妃). Puis, le 24 juillet 1852, elle fut officiellement nommée impératrice consort (皇后). Elle fut malheureusement incapable de donner à l'empereur un héritier mâle, et ce fut la concubine impériale Yehenara (懿嬪) , mieux connue sous son futur titre d’impératrice douairière Cixi qui parvint à donner un fils à Xianfeng en avril 1856. Le 22 août 1861, juste après la fin de la Seconde guerre de l’opium, l’empereur Xianfeng mourut dans sa résidence d’été de Chengde (熱河行宮) à 230 km au nord-est de Pékin. Son héritier, fils de la Noble Consort Yehenara, qui allait devenir empereur sous le nom de Tongzhi, avait seulement 5 ans. La famille impériale fut donc secouée par une lutte de pouvoir pour la régence. En novembre 1861, la Noble Consort Yehenara fomenta une révolution de palais avec l’aide du prince Gong (恭親王) , le frère de l’empereur défunt. Les princes qui s’étaient opposés à elle durent se suicider pour éviter la déchéance d’une exécution et leur chef, le dignitaire mandchou Sushun, fut décapité. Yehenera fut officiellement titrée « Sainte Mère impératrice douairière » (聖母皇太后). Elle dut ce titre d’impératrice douairière au fait qu’elle était la mère biologique du nouvel empereur. Elle reçut également le nom honorifique de Cixi (慈禧 : maternelle et propice) Quant à l’impératrice consort Niuhuru, elle fut titrée « Impératrice Mère impératrice douairière » (母后皇太后), titre qui lui donnait la préséance sur Cixi, et reçut le nom honorifique de Ci’an (慈安 : maternelle et apaisante) Comme elle résidait dans la partie orientale de la cité Interdite, l’impératrice douairière était également connue sous le nom d’impératrice douairière de l’est (東太后), alors que l’impératrice douairière Cixi, qui demeurait dans l’aile ouest, était quant à elle surnommée l’impératrice douairière de l’ouest (西太后)
À plusieurs occasions après 1861, l’impératrice douairière Ci’an reçut des noms honorifiques supplémentaires (composés de deux idéogrammes à chaque fois), comme c’était la coutume pour les empereurs et les impératrices, et à la fin de sa vie son nom était composé d’une longue chaîne de caractères.

## An Dehai
Les vingt années suivantes, jusqu’à sa mort en 1881, l’impératrice douairière Ci’an assuma la régence de l’Empire du grand Qing, aux côtés de la corégente Cixi, tout d’abord pendant la minorité de l’empereur Tongzhi, puis pendant celle de l’empereur Guangxu après la mort prématurée de Tongzhi en janvier 1875. En théorie, elle avait la préséance sur l’impératrice douairière Cixi, mais elle était d’un caractère effacé et intervenait rarement en politique, au contraire de l’impératrice douairière Cixi, qui était la dirigeante effective de la Chine. Sa seule intervention notable en politique eut lieu en 1869. An Dehai (安德海),) l’eunuque le plus redouté de la Cour qui était un proche confident de Cixi, était parti en voyage vers le sud pour se procurer des robes pour l’impératrice Cixi. Alors qu’il traversait la province de Shandong, il abusa des pouvoirs que lui conférait son statut d’envoyé de Cixi pour extorquer de l’argent à des gens. Le gouverneur de Shandong fit remonter l’affaire jusqu’à la Cour, et Ci’an ordonna l’exécution immédiate de An Dehai, qui était jusqu’alors une des figures les plus importantes à la Cour. C’était une réaction assez inhabituelle venant de l’impératrice Ci’an, et l’exécution de son protégé déplut fortement à l’impératrice Cixi.

## La mort de Ci’an et son enterrement
Le 8 avril 1881, pendant une audience à la Cour, l’impératrice douairière Ci’an ne se sentit pas bien et fut raccompagnée à ses appartements privés, où elle mourut moins d’une heure après. La brutalité de sa mort fut un grand choc pour la Cour, car elle avait toujours eu une excellente santé. Une trentaine d’années après sa mort, des rumeurs attribuèrent son décès à l’impératrice douairière Cixi, qui l’aurait fait empoisonner. Cependant, aucune preuve n’est venue étayer cette accusation, ni sur le moment, ni par la suite.
Le nom posthume donné à l’impératrice douairière Ci’an, combine les noms honorifiques qui lui avaient été attribués pendant sa vie et ceux qui lui avaient été accordés après sa mort. Il s’agit de 孝貞慈安裕慶和敬誠靖儀天祚聖顯皇后 qui se lit « impératrice Xiaozhen Ci'an Yuqing Hejing Chengjing Yitian Zuosheng Xian "
On peut le lire aujourd’hui sur la tombe de Ci’an. La forme courte de son nom posthume est « impératrice Xiao Zhen Xian » (孝貞顯皇后)
L’impératrice douairière Ci’an fut enterrée parmi les tombes Qing orientales (清東陵), 125 kilomètres à l’est de Pékin, dans le complexe funéraire de Dingdongling (定東陵), littéralement : « les tombes à l’est de la tombe de Dingling », elle repose aux côtés de l’impératrice douairière Cixi. Plus précisément Ci’an repose au Puxiangyu Dingdonling (普祥峪定西陵), littéralement : « la tombe à l’est de la tombe de Dingling dans la vallée de l’excellent augure », alors que Cixi s’était fait construire le plus grand tombeau de Putuoyu Dingdongling (菩陀峪定東陵), « la tombe à l’est de la tombe de Dingling dans la vallée de Putuo ». La tombe Dingling « tombe de quiétude » est la tombe de l’empereur Xianfeng, qui avait été uni aux deux impératrices douairière, et qui se situe en effet à l’est du Dingdongling. La vallée de Putuo doit son nom à la montagne Putuo (« Montagne de la Dharani du site de l'illumination du Bouddh a », au pied de laquelle se trouve le Dingdongling.

## La personnalité de Ci’an
L’imaginaire populaire montre Ci’an comme une personne très respectable, toujours calme, qui ne s’énervait jamais et traitait tout le monde avec beaucoup de bonté, et qui était très respectée par Xianfeng. Cixi aurait profité de sa douce personnalité pour manipuler la naïve et candide Ci’an, et aurait même été impliquée dans sa mort. Cette image idyllique reste ancrée en Chine, peut-être grâce à son nom honorifique. Cependant, certains historiens ont peint un portrait beaucoup plus nuancé de l’impératrice douairière, montrant une Ci’an complaisante et paresseuse qui préférait profiter de la douceur de la vie à la Cité Interdite plutôt que le travail et la gouvernance. L’impératrice douairière Cixi, au contraire aurait été une femme habile et intelligente, qui aurait durement œuvré et fait de nombreux sacrifices pour obtenir le pouvoir suprême, et fait face aux problèmes complexes qui agitaient la Chine à l’époque.

## Culture populaire
Ci'an et Cixi ont par la suite inspiré les personnages C'ian et Cixi de la bande-dessinée Lanfeust.